# Kroatische Wikipedia
De Kroatische Wikipedia (Kroatisch: Wikipedija na hrvatskom jeziku) is een uitgave in de Kroatische taal van de online encyclopedie Wikipedia. De Kroatische Wikipedia ging op 16 februari 2003 van start. In februari 2009 waren er ongeveer 55.000 artikelen en 26.000 geregistreerde gebruikers. 